# Collège d'athlètes de Reims
 (janvier 2017).
Si vous disposez d'ouvrages ou d'articles de référence ou si vous connaissez des sites web de qualité traitant du thème abordé ici, merci de compléter l'article en donnant les références utiles à sa vérifiabilité et en les liant à la section « Notes et références ».

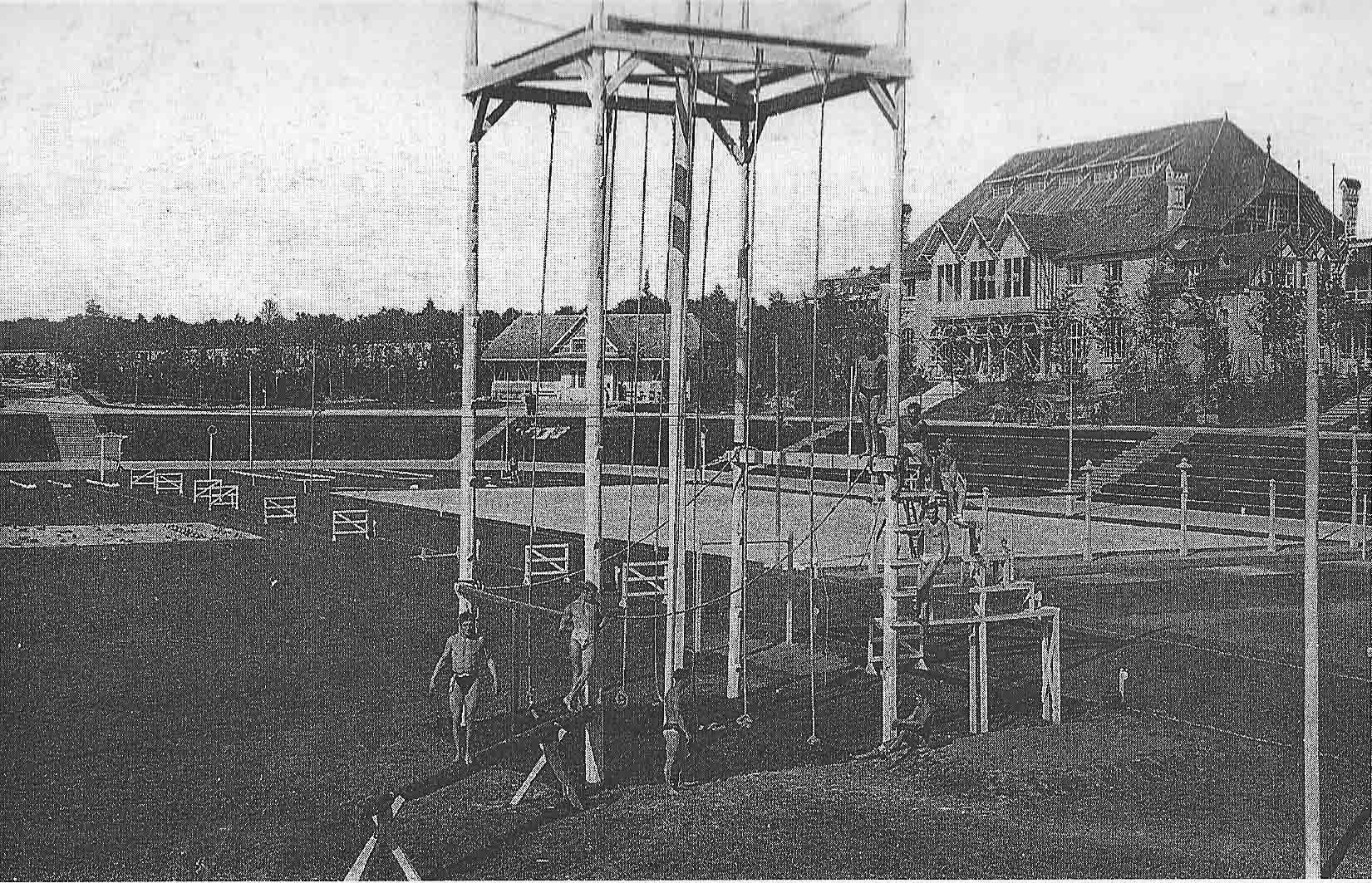
Collège d'athlètes en 1913.

Le Collège d'athlètes de Reims est un centre d'entrainement inauguré le 1er avril 1913 dans le parc des sports Pommery, aujourd'hui parc de Champagne à Reims.

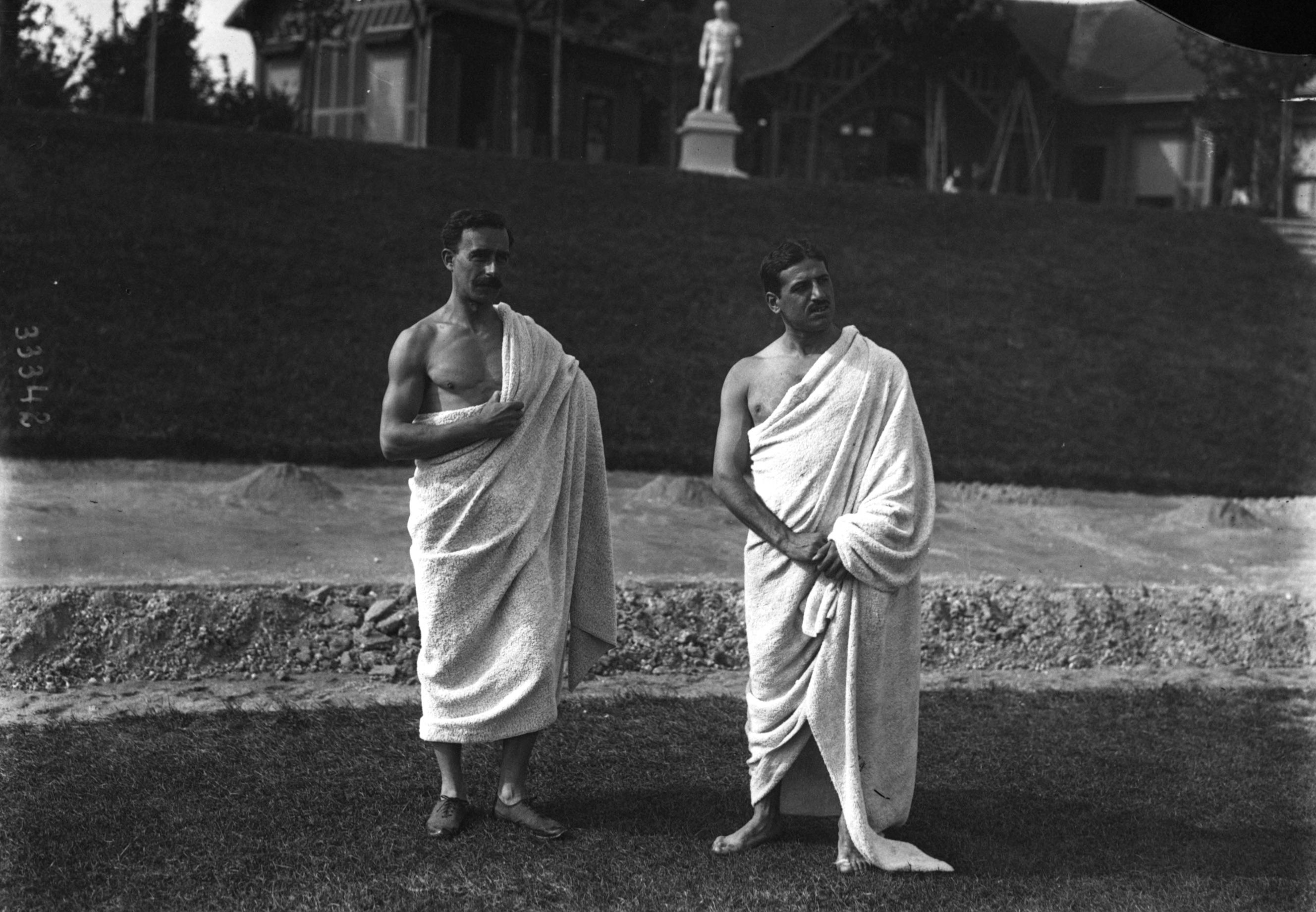
Jean Bouin et Georges Hébert au collège d'athlètes.

## Histoire
Le Collège d'athlètes est l’œuvre d'Édouard Redont. L'hébertisme y trouvera des développements initiés à Lorient pour l'éducation physique des fusiliers-marins. Les plus grands sportifs dont Jean Bouin viennent s'y entraîner, selon les méthodes de Georges Hébert. Le 23 juillet 1912, il accueille la délégation nord-américaine de retour de la cinquième Olympiade : les États-Unis avait été la première nation en nombre de médailles en athlétisme à Stockholm.
Ayant subi de grands dommages lors du conflit de 14-18, il n'est que très partiellement reconstruit (piscine et plongeoir notamment). 

## Dates clés
23 juillet 1912 : réception de la délégation américaine des Jeux olympiques de Stockholm.
Fin de l'été 1912, début d'une campagne de presse pour la création d'un Collège d'athlètes,. 